# Phulwari Sharif
Phulwari Sharif è una città dell'India di 53.166 abitanti, situata nel distretto di Patna, nello stato federato del Bihar. In base al numero di abitanti la città rientra nella classe II (da 50.000 a 99.999 persone).

## Geografia fisica
La città è situata a 25° 34' 39 N e 85° 04' 46 E.

## Società

### Evoluzione demografica
Al censimento del 2001 la popolazione di Phulwari Sharif assommava a 53.166 persone, delle quali 28.089 maschi e 25.077 femmine. I bambini di età inferiore o uguale ai sei anni assommavano a 8.153, dei quali 4.225 maschi e 3.928 femmine. Infine, coloro che erano in grado di saper almeno leggere e scrivere erano 33.583, dei quali 19.575 maschi e 14.008 femmine.